# Fluido attivo (industria)
Un fluido attivo è un materiale gassoso, vaporoso, liquido o solido amorfo che, nell'ambito della produzione industriale, viene impiegato al pari di un utensile per la lavorazione di un pezzo grezzo. Esempi di fluidi attivi sono l'acqua nel taglio ad acqua, la sabbia nella sabbiatura o il ghiaccio secco per il calettamento.